# あすなろ (名曲茶房)
名曲茶房あすなろは高崎市のクラシック純音楽喫茶店。戦後、高崎市の「芸術活動の拠点」として役割を担ったが、幾たびかの衣替えを経て閉店するも、2013年に高崎市の援助をへて「コミュニティカフェ」として復元された。

## 概要
1955年、群馬交響楽団を取り上げた今井正監督の映画「ここに泉あり」を見て感動した韓国慶州生まれの詩人崔華國（1915年 - 1997年 本名・崔泳郁/日本名・志賀郁夫）によって1957年7月に高崎市本町に生まれたクラシック純音楽喫茶店である。店舗は1965年に鞘町に移転した。
この間、1959年に「あすなろ」で始まった生演奏による「音楽の夕べ」を260回、1960年からは金子光晴、茨木のり子、谷川俊太郎らが訪れた「詩の朗読の夕べ」は140回を重ねた。また1966年からは地元の画家を中心に絵画展を数多く企画。「あすなろ」は戦後の高崎の文化発信地となった。
しかし、時代の変化と共に全国的に喫茶店の人気が低迷し1982年に閉店となった。その後、閉店を惜しむ高崎市民の有志により、2001年から「あすなろ忌」が毎年開催されるようになった。2013年に高崎市の援助で、業態替えし閉店のままの店内を昔の喫茶店にできるだけ似せて改装復元。高崎市の地域活性と市民のための憩いと文化拠点の夢を託し、同年6月に群響や市長参加の大々的セレモニーを催し、公立大学法人・高崎経済大学の学生が運営するコミュニティカフェ「cafeあすなろ」として開店し、復活した。

## 歴史
- 1955年2月 映画「ここに泉あり」全国封切。
- 1956年7月 名曲茶房「あすなろ」が高崎市本町3丁目に開店。
- 1963年5月 道路拡張に伴い、本店を閉店。
- 1965年6月 高崎市鞘町に移転し、開店。
- 1982年3月 閉店。
- 2013年6月 コミュニティカフェ「cafeあすなろ」として復活。